# Stody
Stody är en ort och civil parish i Storbritannien.   Den ligger i grevskapet Norfolk och riksdelen England, i den sydöstra delen av landet, 170 km nordost om huvudstaden London. Stody ligger 37 meter över havet och antalet invånare är 181.
Terrängen runt Stody är platt. Runt Stody är det ganska tätbefolkat, med 104 invånare per kvadratkilometer. Närmaste större samhälle är Cromer, 17,7 km öster om Stody. Trakten runt Stody består till största delen av jordbruksmark.